# Lubuk Gilang
Lubuk Gilang is een bestuurslaag in het regentschap Seluma van de provincie Bengkulu, Indonesië. Lubuk Gilang telt 809 inwoners (volkstelling 2010).